# Liste der Nummer-eins-Hits in den Hot 100 Airplay (2013)
Diese Liste enthält alle Nummer-eins-Hits in den Hot 100 Airplay Charts im Jahr 2013. Es handelt sich hierbei um die Charts mit den von den Radiostationen in den USA am häufigsten gespielten Musiktiteln, die vom US-amerikanischen Magazin Billboard veröffentlicht werden.
| Singles |
| --- |
| - Rihanna – Diamonds - 3 Wochen (15. Dezember 2012 – 4. Januar 2013) - Bruno Mars – Locked Out of Heaven - 7 Wochen (5. Januar 2013 – 22. Februar 2012) - Taylor Swift – I Knew You Were Trouble - 4 Wochen (23. Februar – 22. März) - Macklemore und Ryan Lewis feat. Wanz – Thrift Shop - 2 Wochen (23. März – 5. April) - Bruno Mars – When I Was Your Man - 5 Wochen (6. April – 10. Mai) - Rihanna feat. Mikky Ekko – Stay - 2 Wochen (11. Mai – 24. Mai) - Pink feat. Nate Ruess – Just Give Me a Reason - 1 Woche (25. Mai – 31. Mai) - Justin Timberlake – Mirrors - … Wochen (1. Juni – ) |